# 아오모리 은행
아오모리 은행(青森銀行 아오모리긴코[*])은 일본의 지방은행이다. 아오모리현을 주된 영업 지역으로 하고 있다.

## 같이 보기
- 일본의 은행 목록